# Láncara
Láncara is een gemeente in de Spaanse provincie Lugo in de regio Galicië met een oppervlakte van 122 km². Láncara telt 2.702 inwoners (1 januari 2016).